# イスラム帝国
イスラム帝国（イスラムていこく、アラビア語: خلافة, 英語: caliphate）は、イスラム教（イスラーム）の教えに従って生まれたイスラム共同体（ウンマ）の主流派政権が形成した帝国のこと。

## 定義
この用語は、イスラム帝国と呼ばれる政権自身の用いた呼び名に基づいたものではなく、現代の歴史叙述の上で便宜的に用いているものである。現代日本の用例では、おおよそ2つの使い方がある。
1. イスラム国家の帝国的な支配体制のうち、アッバース朝において実現された、ムスリム（イスラム教徒）であれば平等に支配される国家体制のこと。正統カリフ時代からウマイヤ朝の時代において、ムスリムであっても軍人として俸給（アター）を受け、人頭税（ジズヤ）を免除されるのはアラブ人のみというように、アラブが支配階級として君臨していた体制を指して「アラブ帝国」と呼ぶのに対比する形で用いられる。世界の歴史学者の間では、この理解が一般的である。
2. イスラム世界の中心的な王朝を漠然とイスラム帝国と呼ぶもの。日本において「イスラム帝国」という用語は、一般的にこのように理解されていることが多いようである。

## 大食
大食（タージ）は、ペルシャ語の (Tāzī) の中国語音訳である。元来はアラブ人のことであるが、拡大してイスラム教徒全体や、その国家を表すようになった。
(Tāzī) は、アラブの有力部族だったタイイ族 (Tayy) の名から来ている。タジク人と同語源という説もある。

## 政権

イスラム世界の領土拡大
ムハンマド下における領土拡大, 622–632
正統カリフ時代における領土拡大、632年 – 661年
ウマイヤ朝時代における領土拡大、661年 – 750年預言者ムハンマドの時代はアラビア半島のみがイスラーム勢力の範囲内であったが、正統カリフ時代にはシリア・エジプト・ペルシャが、ウマイヤ朝時代には東はトランスオクシアナ、西はモロッコ・イベリア半島が勢力下に入った。

### 正統カリフ時代のイスラム国家
イスラム教の開祖ムハンマドの死後、ムハンマドの代理人としてイスラム共同体の後継指導者となった4人のカリフたちが構築した国家。首都はムハンマド以来のイスラム共同体の所在地であるマディーナ（メディナ）がそのまま使われた。
初代カリフのアブー＝バクルのときアラビア半島のアラブ人を統一、第2代カリフのウマル・イブン・ハッターブのときにはシリア地方、エジプト、イラク、イランにまで兵を進めて、アラブ人が多民族を支配する帝国を築き上げた。
第4代カリフのアリー・イブン・アビー・ターリブのとき、首都をイラクのクーファに移したが、同じころ内部対立による不満が高まり、反乱が続発する。第3代カリフのウスマーン・イブン・アッファーンおよび第4代アリーは反対派により暗殺された。

### ウマイヤ朝

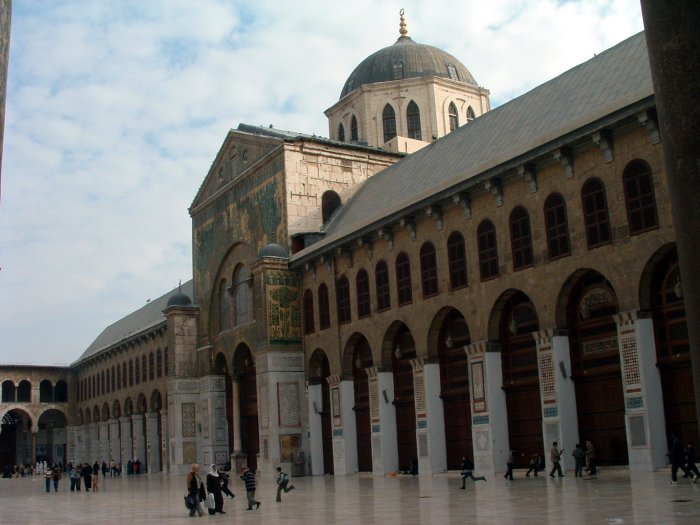
ダマスカスのウマイヤド・モスク：現在でも利用されているモスクとしては最も古いものの一つであり、規模も最大級である。

アリーの暗殺後、アリーの政敵であったシリア総督ムアーウィヤが自らカリフに就任して建設した政権。就任に至る経緯、およびムアーウィヤがカリフ位の世襲化を始めたことから、これまでの4人の正統カリフに比べて合法性で劣るとみなされたが、大多数のムスリム（スンナ派）はウマイヤ朝の支配を承認したので、イスラム帝国最初の世襲王朝となった。
ウマイヤ朝は正統カリフ時代末期の内紛を収めて安定した支配を構築すると、西では北アフリカ、アンダルス（イベリア半島）、東ではホラーサーンまで勢力を広げ、アラブ人が異民族を支配する『大世界帝国』へと発展した。

### アッバース朝

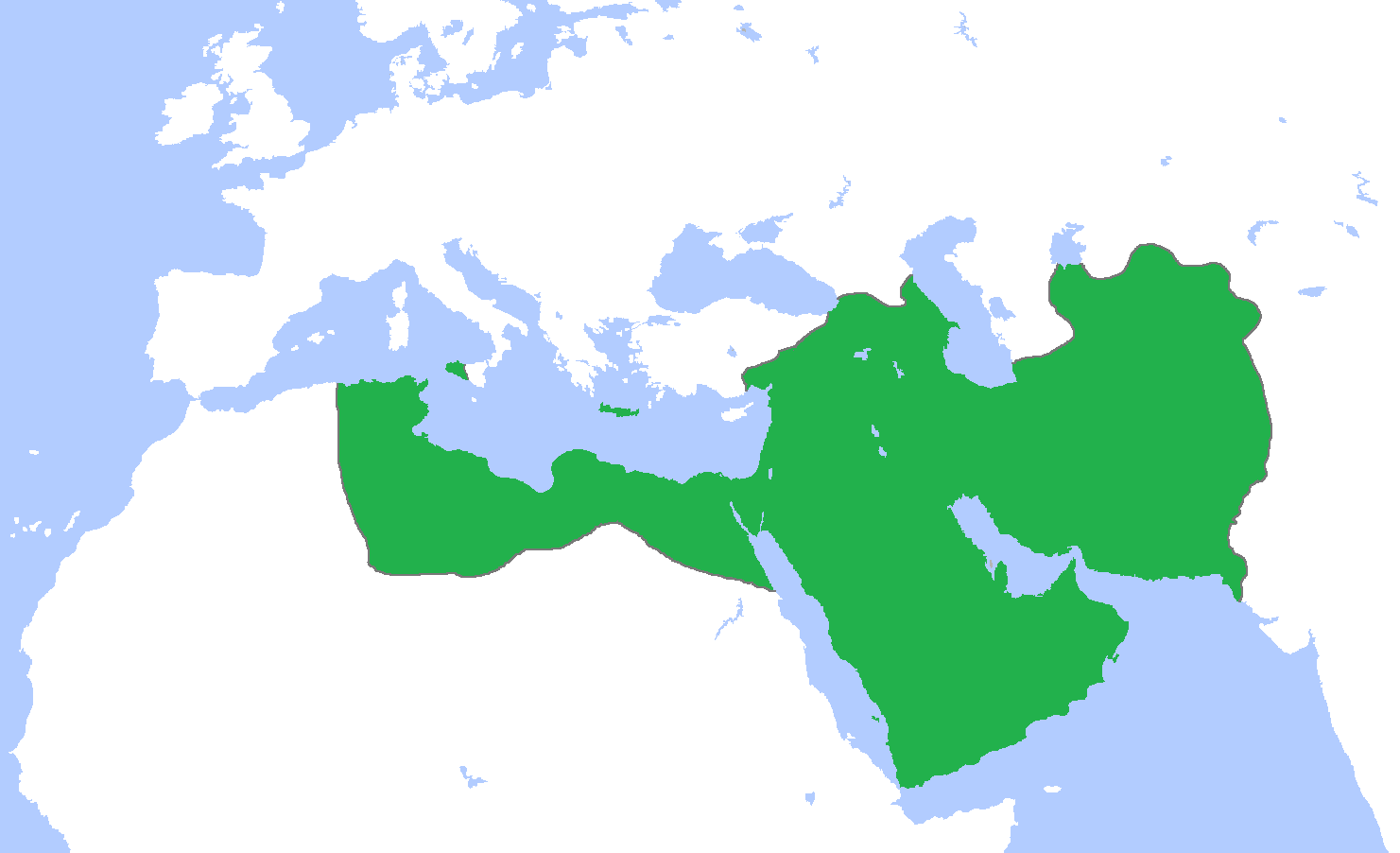
東西交易、農業灌漑の発展によってアッバース朝は繁栄し、首都バグダードは当時、地域最大の都市だった。アッバース朝では、エジプト、バビロニアの伝統文化を基礎にして、インド、アラビア、ペルシア、中華、ギリシアなどの諸文明の融合がなされたことで、学問が著しい発展を遂げ、近代科学に多大な影響を与えた。

8世紀半ば、ウマイヤ家よりもムハンマドの家系に近いアッバース家を指導者として行われた革命によって成立した政権。ホラーサーンを王朝発祥の基盤とする東向きの帝国で、イラクのバグダードを首都とした。アンダルスではウマイヤ朝の残党が後ウマイヤ朝を建設してアッバース朝の支配から離れたが、それを除いた帝国のほとんどを継承し、さらにタラス河畔の戦いで唐軍を撃退すると中央アジア、インドまで勢力を広げてイスラム国家としては過去最大の版図を実現した。
王朝の初期にはアッバース革命に参加したイランのペルシア人たちが政権において官僚として活躍し、地方でもアラブ人の絶対支配体制が解消されてムスリムの原則的な平等が実現した。このため、非アラブ人はイスラムに改宗することによる税制上のメリットが得られるようになり、アラブ化・イスラム化が進むことになる。また、カリフの政治はイスラーム法に基づいて実施されるようになった。このため特にアッバース朝こそを「イスラム帝国」と呼ぶこともある。
しかし、9世紀に入ると地方が次第に自立し始め、早くも統一が失われていった。10世紀には北アフリカで興ったファーティマ朝がシーア派を奉じ、アッバース朝に対抗してカリフを称した。さらにアンダルスの後ウマイヤ朝もファーティマ朝との対抗上カリフを自称し、イスラム世界に3人のカリフが並存する本格的な分裂時代に入った。
また、バグダードのアッバース朝中央ではマムルーク（奴隷身分出身の軍人）がカリフにかわって実権を握り、アッバース朝の支配は弱体化した。946年にはイランのシーア派王朝ブワイフ朝がバグダードの支配権を握ってカリフ政権は形骸化し、1055年にはブワイフ朝を滅ぼしたセルジューク朝がカリフからスルターンの称号を与えられて世俗の支配権を譲られ、カリフは名目的な支配者となっていった。
セルジューク朝の衰亡後、バグダード周辺の支配力を回復しつつ、イスラム帝国の支配者カリフとして各地のスンナ派諸王朝に名目的な宗主権を認めさせていたアッバース朝がモンゴル帝国によって完全に滅ぼされるのは1258年のことである。以後もカリフを主張する者は現れたが、スルタンの権威づけの道具に過ぎなかった。